# Миранда Ламбърт
Миранда Лий Ламбърт (на английски: Miranda Leigh Lambert) е американска кънтри певица, авторка на песни и китаристка.
Родена е на 10 ноември 1983 година в Лонгвю, щата Тексас, в семейството на полицай. Започва да пее официално от ранна възраст, по-широка известност получава с участието си в телевизионно състезание през 2003 година и през следващите години се налага като една от водещите кънтри изпълнителки, като след 2011 година получава три награди „Грами“.